# For sale: baby shoes, never worn
»For sale: baby shoes, never worn.« (slovensko: »Naprodaj: otroški čeveljci, nikoli nošeni.«) je kratka zgodba v šestih besedah, znan primer mikrozgodbe, ki z le nekaj besedami, ki namigujejo na globlje dogajanje, učinkovito vzbudi bralčevo domišljijo. V tem primeru je zgodba v obliki naslova malega oglasa, ki prepusti bralcu ugibanje o verjetno tragičnem vzroku, zaradi katerega nekdo prodaja nerabljene otroške čeveljce. Avtor zgodbe, v izvirniku v angleščini, je neznan, največkrat pa jo pripisujejo ameriškemu pisatelju Ernestu Hemingwayu. Po anekdoti naj bi z njo dobil gostilniško stavo, da je sposoben napisati roman v šestih besedah.
Prvi znani zapis, ki zgodbo povezuje s Hemingwayem, je iz leta 1991, trideset let po njegovi smrti. Literarni agent Peter Miller je v svojem priročniku za pisce trdil, da mu je anekdoto o gostilniški stavi povedal neki znani časopisni agent. Bolj verjetno je izpeljanka podobne zamisli o otroškem vozičku, ki jo je Roy K. Moulton že leta 1921 omenil v svoji kolumni kot krasen zaplet za film.